# Amadeu Cuadrado i Alguacil
Amadeu Cuadrado i Alguacil (Palamós, 12 d'agost de 1933 – Sant Antoni de Calonge, 9 de juliol de 2017) fou un músic, fiscornaire, director de coral i compositor de sardanes català.

## Biografia
Començà a estudiar música amb mossèn Lluís Guillaumes i continuà la seva formació amb Eduard Castelló. Aprengué a tocar el violí i el fiscorn. L'any 1950 començà a ajudar Santiago Bañeras en la direcció de la coral "El Progrés". El 1951 es professionalitzà com a instrumentista de violí, fiscorn i bateria a l'Orquestra Palamós, i posteriorment tocà en les cobles La Principal de Llagostera, La Principal de Palamós, els anys 50/60. En desfer-se aquesta darrera fundà amb altres músics la Cobla-Orquestra Empordà (de 1962 a 1964). Tocà en la Víctors de Sant Feliu de Guíxols i en la Primavera de Palafrugell del mestre Sirés. Va ser membre fundador de la cobla Baix Empordà (1964), on tocava el fiscorn, i va passar a ser-ne director el 1999; el febrer de 2010 plegà com a instrumentista, però s'hi mantingué com a representant. Des de 1987 dirigí la coral El Progrés de Palamós, una institució més que centenària (fundada el 1897) i que ha estat dirigida pels músics palamosins o vinculats a la població Josep Casanovas, Santiago Bañeras, Agustí Salvadó i Martí Camós. Anteriorment havia portat les corals Arrels Noves i l'Harmonia Antoniense de Sant Antoni de Calonge, i des de 1999 també dirigí la coral L'Amistat de Calonge. Es guanyà la vida fent de pintor, fins que es jubilà. A banda de la música, tenia per afició la confecció d'encreuats (més de 300 publicats a la revista Proa).
Compongué una cinquantena de sardanes.
El 26 de desembre del 2007 l'Ajuntament de Palamós l'homenatjà donant-li l'Escut d'Or.

## Obres
- A Palamós, tot l'any, cançó
- Mainada gironina, galop
- Pescadors de Palamós, havanera
- Rondalla dels pastors (1985), nadala que guanyà el primer Festival Infantil de Nadales Catalanes, de Bordils

### Sardanes
- A dos músics: En Jaume i en Juli (2000)
- A Girona per l'aplec (2007)
- Anella calongina (2005)
- Begur és el teu poble (2003)
- El campanar de Palamós (2004), enregistrada pels Montgrins en el DC Palamós, ciutat pubilla de la sardana 2004 (Barcelona: Discmedi, 2004 ref. DM 1157 02)
- La castanyada de Girona (2002)
- Castell Madeleine (2004), enregistrada per la Principal de la Bisbal en el DC Personalitats 3: Madeleine Carroll. La Costa Brava, el meu lloc de repòs (Barcelona: Àudiovisuals de Sarrià, 2004 ref. AVS 5.1907)
- Cercle calongí (2006)
- Colla Amics Dansaires (2002)
- Costa Brava catalana (1983), per a coral i per a coral i cobla, i el 1998 per a cobla sola
- De Calonge a Sant Julià (2006)
- En Joan de Sant Quirze (2003)
- En Lluís de Can Sandro (2004)
- En Manel del Mas Ponsjoan (2007)
- En Pere sardanista (2009)
- L'encís de Calonge (2001)
- L'Esteve i la Núria (2009)
- La font del Bufí (2002)
- Els gegants dels Angles (2007)
- Girona, fires i sardanes (2008)
- Joan i Maria Àngels (2002)
- La Maria de can Ton (2009)
- Palamós, aplec d'Aplecs (2002)
- Palamós, el mar i la Salle (2005), enregistrat pels Montgrins en el DC Sardanes a Palamós 8 (Barcelona: PICAP, 2009, ref. 8425845908380), Partitures en PDF
- Palamós meravellós
- Els Perduts de Begur (2010)
- El primer sol de l'any (2008)
- 40 anys junts a Palamós (2004), enregistrada per la cobla Montgrins en el DC Cloenda del pubillatge [de Palamós] (Barcelona: Discmedi, 2005 ref. DM 1174)
- 40 x 75 (2008)
- Sa bardissa (2002)
- 60 primaveres a Palamós (2003)
- Solitud a Bell-lloc (2001)
- El somni